# Élisabeth Borne
Élisabeth Borne (Párizs, 1961. április 18. –) 2022. május 16-tól 2024. január 9-ig Franciaország miniszterelnöke.

## Életpályája
Az École polytechnique egyetemen és az École nationale des ponts et chaussées főiskolán tanult.
2017-ben az En Marche tagja lett.
Jean Castex kormányában munkaügyi miniszter volt, majd 2022-ben, Castex lemondása után Emmanuel Macron köztársasági elnök miniszterelnökké nevezte ki. Ezen a poszton Edith Cresson után a második nő volt. 2024. január 8-án lemondott.